# Viacheslav Krasilnikov
Viacheslav Borísovich Krasílnikov  (en russe : Вячеслав Борисович Красильников), né le 28 avril 1991 à Krasnodar, est un joueur de beach-volley russe.
Il participé à deux Jeux Olympiques, obtenant une médaille d'argent à Tokyo 2020, dans le tournoi masculin (en duo avec Oleg Stoyanovskiy), et une quatrième place au tournoi de Rio de Janeiro 2016.
Elle remporte deux médailles en Championnat du monde, l'or en 2019 et le bronze en 2017 avec Nikita Liamine, et deux médailles d'argent au Championnat d'Europe de beach-volley, en 2016 et 2020.